# La Ferté-Gaucher
Pour les articles homonymes, voir La Ferté (homonymie).
La Ferté-Gaucher (prononcé [la fɛʁ.ˈt̪e gɔ.ˈʃe]) est une commune française située dans le département de Seine-et-Marne en région Île-de-France.
Au dernier recensement de 2022, la commune comptait 4 762 habitants.

## Géographie

### Localisation
D'une superficie de 1 732 hectares, la commune se situe en Brie dans la vallée du Grand Morin, à 80 km à l'est de Paris, à 20 km de Coulommiers et 30 km de Provins.

### Communes limitrophes
| Saint-Léger    | Bellot                   | Saint-Barthélémy        |
| Jouy-sur-Morin | La Ferté-Gaucher         | Saint-Martin-des-Champs |
| Chartronges    | Saint-Mars-Vieux-Maisons |                         |

### Hydrographie

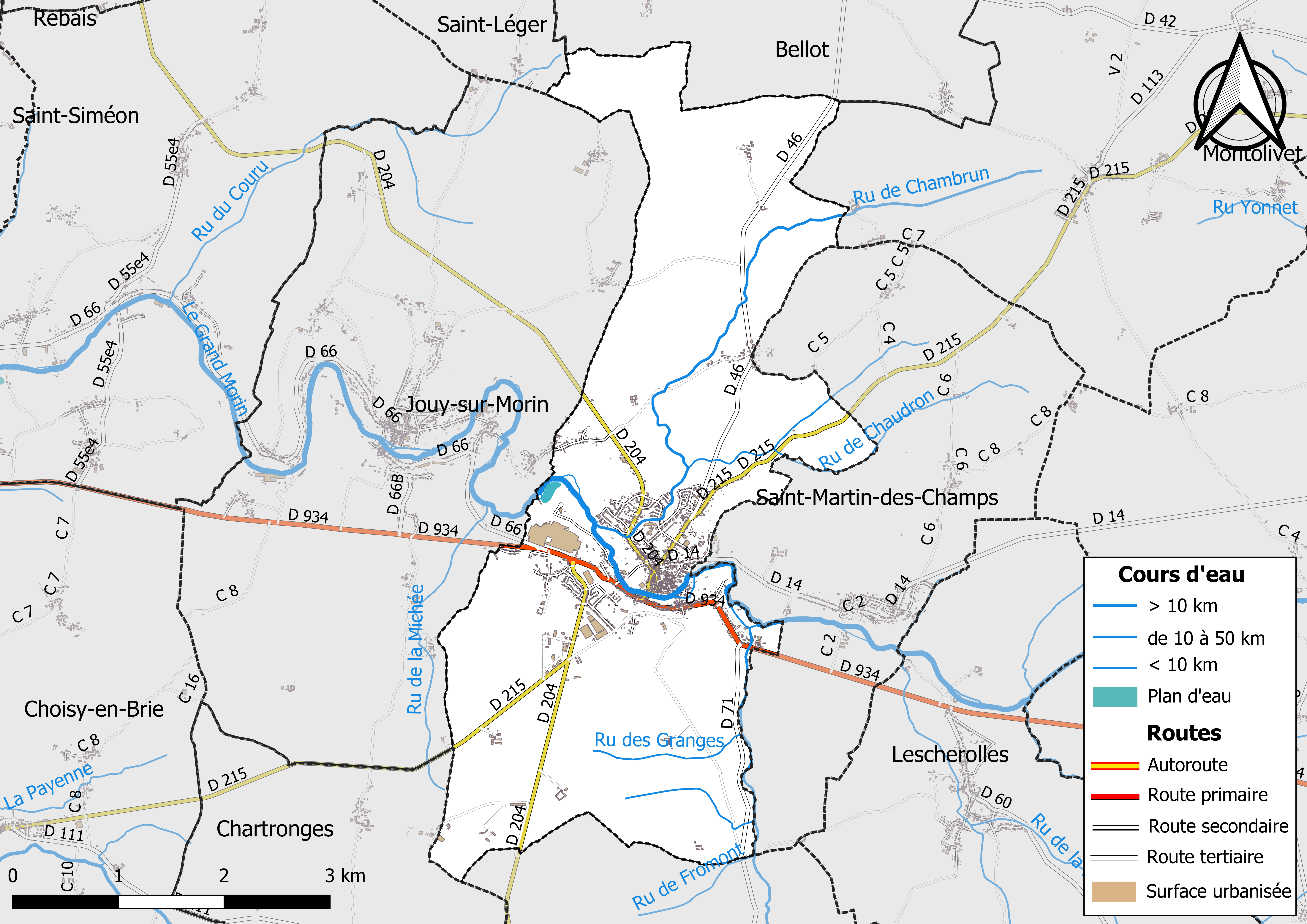
Carte des réseaux hydrographique et routier de La Ferté-Gaucher.

Le système hydrographique de la commune se compose de onze cours d'eau référencés :
- la rivière le Grand Morin, longue de 118,2 km dont 2,71 km à la commune[2],[3], affluent en rive gauche de la Marne, ainsi que :
  - un bras de 0,4 km[4] ;
  - un bras de 0,4 km[5] ;
  - un bras de 0,4 km[6] ;
  - un bras de 0,2 km[7] ;
- le ru de Chambrun (ou ru du Vallot), 7,1 km[8], affluent du Grand Morin ;
  - le ru de Chaudron, 3,7 km[9] affluent du ru de Chambrun ;
    - le ru de Trubart, 1,9 km[10] (dont 0,748 km à la commune) qui conflue avec le ru de Chaudron ;
- le ru de Saint-Mars (ou ru de Vauvard), 6,9 km[11], qui conflue avec un bras du Grand Morin (F6535101) ;
  - le fossé 01 du Bois Solvet, 1,5 km[12] qui conflue avec le ru de Saint-Mars ;
  - le ru des Granges, 1,5 km[13] qui conflue avec le ru de Saint-Mars.

La longueur linéaire globale des cours d'eau sur la commune est de 16,04 km.
Le 6 juin 2018, le ru des Cordelins[réf. nécessaire] a inondé le rez-de-chaussée des classes du collège Jean Campin (730 élèves en 2018),. Pire, le 12 juin 2018, le ru a détruit partiellement le pont rue Robert Legraverend à côté du collège et inondé d'un mètre d'eau tout le collège. Le collège se trouve sans internet ni téléphone.

### Climat
Pour des articles plus généraux, voir Climat de l'Île-de-France et Climat de Seine-et-Marne.
En 2010, le climat de la commune est de type climat océanique dégradé des plaines du Centre et du Nord, selon une étude du CNRS s'appuyant sur une série de données couvrant la période 1971-2000. En 2020, Météo-France publie une typologie des climats de la France métropolitaine dans laquelle la commune est exposée à un climat océanique altéré et est dans la région climatique Nord-est du bassin Parisien, caractérisée par un ensoleillement médiocre, une pluviométrie moyenne régulièrement répartie au cours de l’année et un hiver froid (3 °C).
Pour la période 1971-2000, la température annuelle moyenne est de 10,4 °C, avec une amplitude thermique annuelle de 15,3 °C. Le cumul annuel moyen de précipitations est de 743 mm, avec 11,6 jours de précipitations en janvier et 7,8 jours en juillet. Pour la période 1991-2020, la température moyenne annuelle observée sur la station météorologique la plus proche, située sur la commune de Chevru à 9 km à vol d'oiseau, est de 11,2 °C et le cumul annuel moyen de précipitations est de 697,7 mm,. Pour l'avenir, les paramètres climatiques de la commune estimés pour 2050 selon différents scénarios d'émission de gaz à effet de serre sont consultables sur un site dédié publié par Météo-France en novembre 2022.

### Milieux naturels et biodiversité
Aucun espace naturel présentant un intérêt patrimonial n'est recensé sur la commune dans l'inventaire national du patrimoine naturel,,.

## Urbanisme

### Typologie
Au 1er janvier 2024, La Ferté-Gaucher est catégorisée petite ville, selon la nouvelle grille communale de densité à sept niveaux définie par l'Insee en 2022.
Elle appartient à l'unité urbaine de La Ferté-Gaucher, une agglomération intra-départementale regroupant deux  communes, dont elle est ville-centre,,. Par ailleurs la commune fait partie de l'aire d'attraction de Paris, dont elle est une commune de la couronne,. Cette aire regroupe 1 929 communes,.

### Lieux-dits et écarts
La commune compte 133 lieux-dits administratifs répertoriés consultables ici (source : le fichier Fantoir).

### Occupation des sols
En 2018, le territoire de la commune se répartit en 74,6 % de terres arables, 9 % de zones urbanisées, 4,3 % de prairies, 3,9 % de zones industrielles commercialisées et réseaux de communication, 3,6 % de forêts, 2,6 % d’espaces verts artificialisés non agricoles et 2 % de zones agricoles hétérogènes,.

### Logement
En 2016, le nombre total de logements dans la commune était de 2 359 dont 45,4 % de maisons et 53,5 % d’appartements.
Parmi ces logements, 85,8 % étaient des résidences principales, 1,8 % des résidences secondaires et 12,3 % des logements vacants.
La part des ménages fiscaux propriétaires de leur résidence principale s’élevait à 40,2 % contre 58,5 % de locataires,, dont 25 % de logements HLM loués vides (logements sociaux) et 1,3 % logés gratuitement.

### Voies de communication et transports

#### Voies de communication
La commune est traversée par la route départementale 934 (ancienne route nationale 34).

#### Transports
Une gare sur la ligne de Gretz-Armainvilliers à Sézanne la reliait à Coulommiers, puis Paris (gare de Paris-Est) via Tournan. Cette ligne n'est plus desservie et est désormais à l'état d'abandon.

## Toponymie
Le nom de la localité est mentionné sous les formes Firmitas Galcherii en 1112 ; Firmitas Gauceri en 1170 ; Firmitas Galcheri en 1171 ; Feritas Gaucherii en 1177 ; Firmitas Walcherii en 1179 ; Firmitas Gaucheri en 1198 ; Feritas en 1201 ; La Ferté Gauchier vers 1222 (Livre des vassaux) ; Firmitas Gauchier en 1228 ; Firmitas en 1255 ; La Fertey Gauchier en 1263 ; La Fermeté Gaucier en 1265 ; A. de Firmitate Walcheri au XIIIe siècle ; La Fertel Gaulcher en 1508 ; La Ferté Gauché en 1736.
« Lieu fortifié », de l'oïl ferté (forteresse) et du nom germanique Galcherius, propriétaire de grands domaines en Brie. La Ferté-Gaucher a pris le nom de son fondateur.
Au cours de la Révolution française, la commune porte le nom de La Ferté sur Morin en l'an III,.

## Histoire

### Antiquité
Le territoire communal est un lieu de passage important depuis l'Antiquité. La voie gallo-romaine dite Chemin Paré reliant les anciennes cités d'Augustobona et de Iantinum passe sur le plateau au-dessus de la ville actuelle. Elle arrive du sud en passant à Saint-Mars-en-Brie, tourne vers l'ouest et franchit le ru de la Michée au pont des Romains. Elle suit ensuite le rebord sud de la vallée du Grand Morin vers l'ouest en reprenant en partie le tracé de la route départementale 934 à Jouy-sur-Morin et Saint-Rémy-la-Vanne puis en s'en écartant quelque peu au nord à Saint-Siméon et au sud à Chailly-en-Brie où elle rejoint la Via Agrippa de l'Océan. Ce Chemin Paré rejoint ensuite l'autre Chemin Paré venu de Melodunum à Saint-Augustin avant de franchir le Grand Morin à Pommeuse et rejoindre l'actuelle ville de Meaux.

### Fondation de la ville
Un seigneur de la Cour, nommé Gaucher, devenu possesseur de grands domaines, fait bâtir une ville au milieu de ses terres et l'appelle Fort de Gaucher, actuellement La Ferté-Gaucher. La localité est aussi mentionnée par le nom de Firmitas Galcherii. Ce nom de Firmitas (du latin firmitas) se traduit par solidité, fermeté (en français, ce dernier remplace ferté qui restera limité aux noms de villes).
Devenu, de par son acquisition, voisin du comte de Champagne, Gaucher se lie d'amitié avec ce puissant seigneur et épouse l'une de ses filles. Cette dernière apporte en dot la terre de Montmirail avec comme condition expresse que le premier fils né de ce mariage en porte le nom et lui rende foi et hommage. C'est pourquoi, durant plusieurs siècles, les seigneurs de La Ferté-Gaucher furent également seigneurs de Montmirail.

### Seigneurs de La Ferté-Gaucher
La Ferté-Gaucher, comme Condé, est au départ une dépendance de la seigneurie de Montmirail.
Jean de Montmirail (ou Jehan de Montmirel) (1165 - 29 septembre 1217) était baron de Montmirail, seigneur de La Ferté-Gaucher, d'Oisy, de La Ferté-sous-Jouarre, de Tresmes, de Crèvecœur, de Bellonne et/ou Bellot, de Gandelu, de Condé-en-Brie et de La Chapelle-en-Brie, vicomte de Meaux et châtelain de Cambrai.
Connétable de France, il sauva la vie de Philippe-Auguste à Gisors et participa à la quatrième croisade. Il se retira comme moine à l'abbaye de Longpont, et l'Église l'a élevé sur les autels comme bienheureux.
Il était le fils d'André de Montmirail et d'Hildiarde d'Oisy (†1177), vicomtesse de Meaux, Dame d'Oisy (-le-Verger) et de Crèvecœur, châtelaine de Cambrai.
Il épousa Helvide de Dampierre et eut pour descendants :
- Guillaume, qui mourut avant son père et qui n’a laissé aucun souvenir,
- Jean II de Montmirail, seigneur de Montmirail et d'Oisy,
- Mathieu de Montmirail, seigneur de Montmirail et d'Oisy,
- Élisabeth, religieuse,
- Félicie, mariée à Hellin, seigneur de Wavrin et sénéchal de Flandre,
- Marie de Montmirail, mariée à Enguerrand III de Coucy : d'où la succession ci-dessous[53],[54],
- Renaud de Montmirail, mort en croisade.

Comme Montmirail, La Ferté-Gaucher appartient ensuite aux Coucy, puis aux Roucy (Hugues de Pierrepont comte de Roucy et de Braine ayant épousé Blanche de Coucy-Montmirail à la fin du XIVe siècle ; Condé s'était séparé dans les années 1320 de Montmirail et La Ferté, passé comme La Ferté-sous-Jouarre à la branche cadette de Coucy-Meaux). En 1525, La Ferté-Gaucher se sépare de Montmirail, à la † d'Amé III de Roucy-Sarrebruck-Commercy : Guillemette, sœur d'Amé III, dame de Braine et de La Ferté-Gaucher, épouse Robert III de La Marck duc de Bouillon, alors que Montmirail et Commercy-Château-Haut vont à une autre sœur, Philippe/Philippine de Sarrebruck, et son mari Charles de Silly.
Combien de temps les La Marck gardent-ils La Ferté-Gaucher ? Toujours est-il qu'on la trouve ensuite aux mains de François de Clermont de Montglat (fils d'Hardouin de Clermont qui épousa en 1598 Jeanne de Harlay-Sancy ; il est curieux de constater que Jeanne était cousine d'Achille de Harlay-Champvallon, marquis de Bréval, qui descendait, lui, des La Marck-Braine : peut-être un arrangement de famille a-t-il fait passer La Ferté des Harlay-Champvallon aux Harlay-Sancy ?), qui la vend le 2 août 1661 au futur chancelier Le Tellier, père de Louvois, contre 300 000 livres,.
Ainsi, La Ferté-Gaucher va retrouver Montmirail, puisque le 27 avril 1678 Louvois achète ce dernier fief. Ses descendants La Rochefoucauld-Doudeauville (cf. Ambroise-Polycarpe, 1765–1841) puis La Rochefoucauld-Liancourt (cf. Zénaïde de Chapt de Rastignac, 1798-1875) en hériteront.

## Politique et administration

### Liste des maires
| Période                                  | Période      | Identité                          | Étiquette         | Qualité |
| ---------------------------------------- | ------------ | --------------------------------- | ----------------- | --- |
| Les données manquantes sont à compléter. |              |                                   |                   | |
| 1870                                     | 1878         | Louis Marie Auguste Crévot        |                   | Notaire Conseiller général du canton de La Ferté-Gaucher (? → ?)                                                                                |
| 1878                                     | 1884         | Ernest Pierre Julien Delbert      |                   | Docteur en médecine |
| 1884                                     | 1886 (décès) | Victor Plessier (1813-1886)       | Républicain       | Notaire Conseiller général du canton de La Ferté-Gaucher (1878 → 1880) Député de Seine-et-Marne (1876 → 1885)                                   |
|                                          |              |                                   |                   | |
| 1888                                     | 1908 (décès) | Ernest Delbet (1831-1908)         | Rad.              | Docteur en médecine et sociologue Député de Seine-et-Marne (1893 → 1908)                                                                        |
| 1909                                     | 1914         | Paul Jules Cochot (1870-1948)     | Rad.              | Médecin Conseiller général du canton de La Ferté-Gaucher (1909 → 1940)                                                                          |
| 1915                                     | 1917 (décès) | Louis Désiré Larrieux (1841-1917) |                   | Cordier |
| 1917                                     | 1919         | Paul Auguste Notte (1859-1936)    |                   | Propriétaire |
| 1919                                     | 1944         | Paul Jules Cochot (1870-1948)     | Rad.              | Médecin Conseiller général du canton de La Ferté-Gaucher (1909 → 1940)                                                                          |
|                                          |              |                                   |                   | |
| 1945                                     | octobre 1947 | Paul Jules Cochot (1870-1948)     | Rad.              | Médecin Conseiller général du canton de La Ferté-Gaucher (1909 → 1940 puis 1945 → 1948)                                                         |
| octobre 1947                             | mai 1953     | Albert Auguste Moret (1876-1962)  |                   | Imprimeur |
| mai 1953                                 | 1960         | Jean Campin (1899-1960)           |                   | Directeur d’école |
| 1960                                     | mars 1965    | Marc Lucas ( -2001)               |                   | Tuilier-briquetier |
| mars 1965                                | mars 1989    | Gérard Petitfrère (1923-1993)     |                   | Notaire |
| mars 1989                                | juin 1995    | Henri Forgeard (1917-1996)        | UDF               | Médecin |
| juin 1995                                | mai 2020     | Yves Jaunaux (1944- )             | RPR puis UMP → LR | Médecin Conseiller général puis départemental de La Ferté Gaucher (1994 → ) Vice-président du conseil départemental de Seine-et-Marne (2017 → ) |
| mai 2020                                 | En cours     | Michel Jozon                      | DVD               | Secrétaire général (Fonction publique) |

### Jumelages
Depuis les années 1990, La Ferté-Gaucher est jumelée avec la communauté de la commune de  Bedburg-Hau dans l'arrondissement de Clèves.

## Population et société

### Démographie
| 1793  | 1800  | 1806  | 1821  | 1831  | 1836  | 1841  | 1846  | 1851  |
| ----- | ----- | ----- | ----- | ----- | ----- | ----- | ----- | ----- |
| 1 924 | 1 783 | 1 895 | 1 860 | 1 930 | 2 114 | 2 109 | 2 195 | 2 097 |

| 1856  | 1861  | 1866  | 1872  | 1876  | 1881  | 1886  | 1891  | 1896  |
| ----- | ----- | ----- | ----- | ----- | ----- | ----- | ----- | ----- |
| 2 132 | 2 547 | 2 251 | 2 203 | 2 128 | 2 287 | 2 349 | 2 136 | 2 189 |

| 1901  | 1906  | 1911  | 1921  | 1926  | 1931  | 1936  | 1946  | 1954  |
| ----- | ----- | ----- | ----- | ----- | ----- | ----- | ----- | ----- |
| 2 244 | 2 228 | 2 294 | 1 936 | 2 049 | 2 090 | 2 112 | 2 176 | 2 019 |

| 1962  | 1968  | 1975  | 1982  | 1990  | 1999  | 2006  | 2011  | 2016  |
| ----- | ----- | ----- | ----- | ----- | ----- | ----- | ----- | ----- |
| 2 585 | 3 258 | 3 821 | 3 871 | 3 924 | 4 150 | 4 057 | 4 557 | 4 818 |

| 2021  | 2022  | - | - | - | - | - | - | - |
| ----- | ----- | - | - | - | - | - | - | - |
| 4 820 | 4 762 | - | - | - | - | - | - | - |

### Manifestations culturelles et festivités
Plusieurs événements sont dénombrés dans la commune.
La Fête du chien d'août a lieu au mois d'août. L'étymologie du nom n'a pas de rapport direct avec les chiens, c'est une expression briarde pour dire  fête des moissons ; traditionnellement, une fête et une foire se tenaient au centre du village. Lors du week-end de la mi-août briarde, se succèdent dans le centre-ville sur deux jours : repas de quartier, expositions et reconstitutions agricoles, feu d'artifice, présentations d'animaux, animations (records alimentaires), concert, stands de vie associative, dégustations de produits du terroir. La manifestation reçoit en moyenne six mille visiteurs, soit plus que la population résidente.
La brocante de La Ferté-Gaucher propose quatre-vingts stands en plein centre-ville ainsi que de multiples animations (fête foraine, promenades à poney, défilé de majorettes, bonimenteurs). Elle a lieu tous les ans, le quatrième dimanche du mois d'avril.
Il existe également dans la commune un certain nombre d'animations touristiques : le petit train touristique et le Vélorail du Val du Haut-Morin. Le vélo-rail est une activité unique en Ile-de-France (à une heure de Paris) au cœur de l'Espace naturel sensible départemental. Ce site donne l’occasion à toute la famille de découvrir, de façon ludique, les richesses de la faune et de la flore locales ainsi que l’arrière-pays fertois. Les touristes peuvent pédaler dans un univers verdoyant sur une ancienne voie ferrée (celle qui reliait autrefois Paris à Sézanne) sur 6,5 km (13 km aller-retour). Un train touristique les achemine vers la gare de départ du Vélo-Rail situé sur la commune de Lescherolles parcourant ainsi près de 4 km à travers la campagne briarde. Une balade de 4 km permet également de découvrir tout au long de la Coulée Verte plusieurs points d’intérêts tels que la commanderie de Coutran et le verger conservatoire de Saint-Martin-des-Champs planté par des écoliers. En gare de départ, les touristes y découvrent des expositions thématiques sur la nature, la vie du rail ou le sport et profitent d’une vente de produits de terroir.

### Sports
Les sports incluent le basket-ball (JSFG), le handball, la course d'orientation (JSFG), le cyclisme (JSFG), la gymnastique - aquagym (JSFG), le judo (JSFG), le karaté (JSFG), la pétanque (JSFG), la randonnée pédestre (JSFG), le tennis (JSFG), le tennis de table (JSFG), le vovinam Viet Vo Dao (JSFG), le yoga, le football (EBE) et la majorette.
Le CPS (Centre de Parachutisme Sportif) Paris Île-de-France était basé à l'aérodrome du 19 août 1956 au 30 avril 1999, au moment de la réorganisation des couloirs aériens. L'intensification du trafic aérien des aéroports parisiens amenant de nouveaux axes d'approche, les activités furent alors transférées à Brienne-le-Château dans l'Aube (10). Il était réputé être l'un des plus importants centres de parachutisme civil d'Europe.[réf. souhaitée]

### Médias
- Le Pays Briard, bi-hebdomadaire du groupe Publi-Hebdos paraissant le mardi et le vendredi.

## Économie

### Revenus de la population et fiscalité
En 2019, le nombre de ménages fiscaux de la commune était de 1 976 (dont 45 % imposés), représentant 4 517 personnes et la  médiane du revenu disponible par unité de consommation  de 18 180 euros, le 1er décile étant de 9 960 euros avec un rapport interdécile de 3.

### Emploi
En 2018, le nombre total d’emplois dans la zone était de 1 924, occupant 1 646 actifs  résidants (dont 33,2 % dans la commune de résidence et 66,8 % dans une commune autre que la commune de résidence).
Le taux d'activité de la population (actifs ayant un emploi) âgée de 15 à 64 ans s'élevait à 58,2 % contre un taux de chômage de 15,9 %.
Les 25,9 % d’inactifs se répartissent de la façon suivante : 8,4 % d’étudiants et stagiaires non rémunérés, 5,9 % de retraités ou préretraités et 11,7 % pour les autres inactifs.

### Secteurs d'activité

#### Entreprises et commerces
Au 31 décembre 2019, le nombre d’unités légales et d’établissements (activités marchandes hors agriculture) par secteur d'activité était de 327 dont 14 dans l’industrie manufacturière, industries extractives et autres, 43 dans la construction, 124 dans le commerce de gros et de détail, transports, hébergement et restauration, 4 dans l’Information et communication, 6 dans les activités financières et d'assurance, 16 dans les activités immobilières, 37 dans les activités spécialisées, scientifiques et techniques et activités de services administratifs et de soutien, 51 dans l’administration publique, enseignement, santé humaine et action sociale et 32 étaient relatifs aux autres activités de services.
En 2020, 40 entreprises ont été créées sur le territoire de la commune, dont 28 individuelles.
Au 1er janvier 2021, la commune possédait 20 chambres d’hôtels dans un établissement et un terrain de camping disposant de 26 emplacements.

## Culture locale et patrimoine

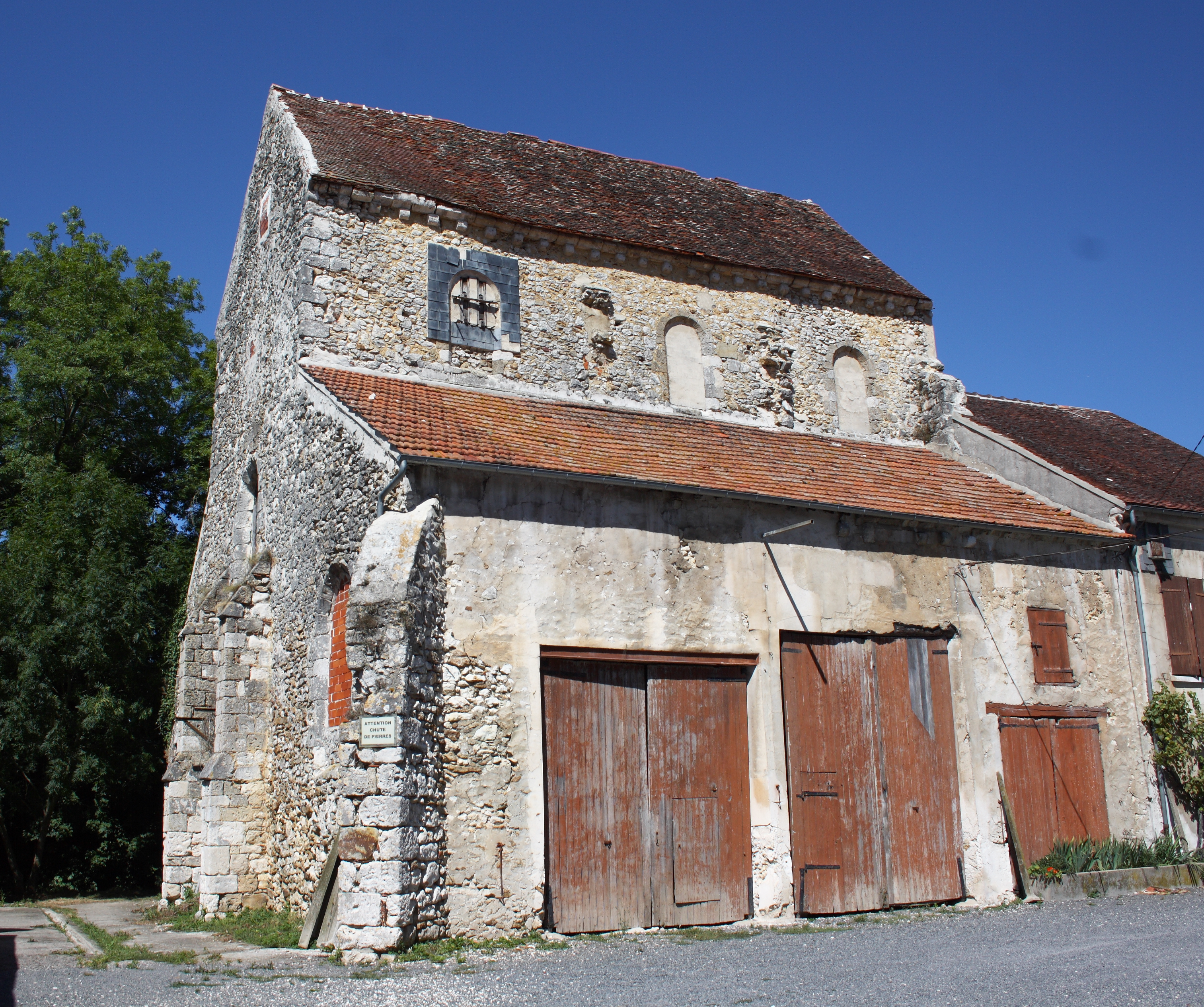
L'ancienne église du prieuré Saint-Martin.

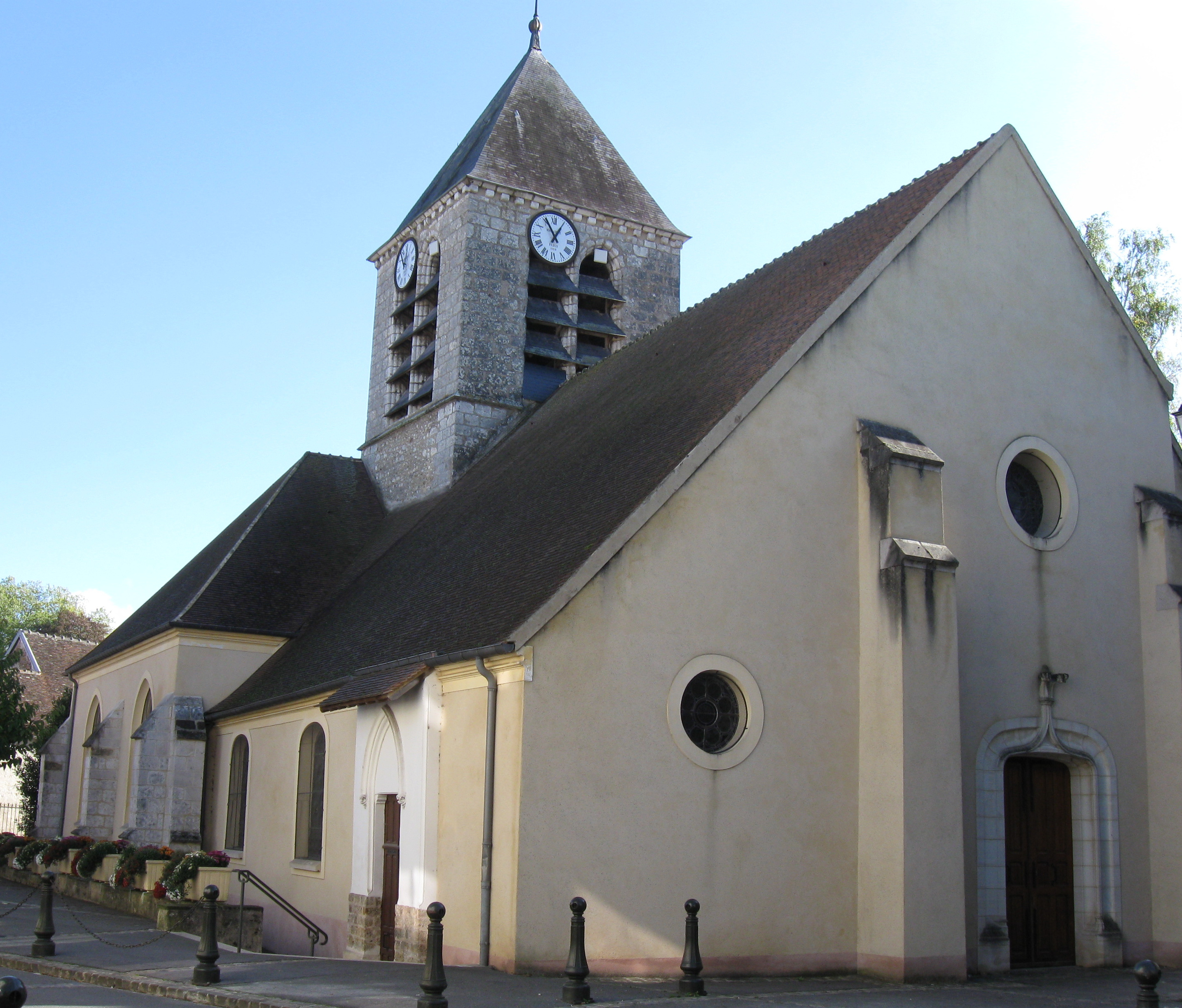
L'église Saint-Romain.

### Monuments et lieux remarquables
La commune compte un monument répertorié à l'inventaire des monuments historiques (Base Mérimée) :
- Vestiges de l'ancienne église du prieuré Saint-Martin, XIIe siècle inscrite en 2004   Inscrit MH[71]. L'édifice sert de grange depuis le XIXe siècle.

### Autres lieux et monuments
- L'église paroissiale Saint-Romain (Romain d'Antioche).
- La halle aux Veaux du XIXe siècle.
- Circuit automobile construit en 2008[72].

### Personnalités liées à la commune
- Adolphe Phalipon (né en 1800 à La Ferté-Gaucher), peintre français.
- Ernest Delbet (1831-1908), sénateur-maire de la ville, et son fils Pierre Delbet (1861-1957), chirurgien, membre de l'Académie de médecine.
- Noël Forgeard (né en 1946 à La Ferté-Gaucher), (fils de Henri Forgeard 1921-1996, médecin et maire de la ville 1989-1995) président d'Airbus Industrie de 1998 à 2005, période du lancement de l'A380.
- Martine L. Jacquot (née en 1955 à La Ferté-Gaucher), docteure ès lettres, romancière et poète demeurant au Canada depuis 1981.

### Héraldique
| Blason de La Ferté-Gaucher | Blason  | De gueules au lion rampant d'or, armé et lampassé. |
| Blason de La Ferté-Gaucher | Détails |                                                    |